# Diana Torto
Diana Torto (* 1968 in Oberdiessbach) ist eine vielseitige italienische Jazzsängerin. „Durch ihren reinen, berührenden Gesang und ihre enormen Scat-Fähigkeiten“ gilt sie als eine der „herausragendsten Persönlichkeiten des zeitgenössischen Vocal-Jazz.“

## Wirken
Torto, die zunächst mit dem IS Ensemble arbeitete, wurde 1998 von Paolo Damiani und Stefano Benni für deren Projekt Sconcerto verpflichtet; auch holte Damiani die Sängerin für seine Alben Ladybird (2004), Jazz Italiano Live (2007, mit Louis Sclavis) und (mit Gianluigi Trovesi) Al tempo che verrà (2007). Gemeinsam mit Maurizio Rolli legte sie das Album Norwegian Wood vor. Mit John Taylor und Anders Jormin spielte sie 2008 das Album Triangoli ein, das hervorragende Kritiken, etwa im Guardian, erhielt. Danilo Rea und Gino Paoli beteiligten sie 2009 an ihrem Projekt Cinema Songs.
Torto tourte mit John Taylor auch im Duo, trat mit diesem, Lee Konitz und der WDR Big Band Köln 2012 auf den Leipziger Jazztagen auf und ist die Solistin auf Kenny Wheelers Album The Long Waiting (2011). Weiter hat sie mit Roberto Bonati, Angelo Canelli, Massimiliano Coclite, Fabrizio Gaudino, Alfredo Impullitti, Angelo Schiavi und Angelo Valori aufgenommen. Der Tradition eines Duke Ellington fühlt sie sich ebenso verhaftet wie den „(Un)natural Rhythms“ – so der Titel einer CD von Alessio Riccio, an der sie beteiligt ist, – der experimentellen Postmoderne. 
Torto unterrichtet Jazzgesang an mehreren norditalienischen Musikhochschulen. Auszeichnungen erhielt sie unter anderem 2005 auf dem Jazzfestival Barga und 1997 dem Festival in Sarteano 1997.